# Arandas, Ain
För andra betydelser, se Arandas.
Arandas är en kommun i departementet Ain i östra Frankrike. Kommunen ligger  i kantonen Saint-Rambert-en-Bugey som ligger i arrondissementet Belley. Kommunens areal är 14,1 km². År 2022 hade Arandas 140 invånare.

## Befolkningsutveckling
Antalet invånare i kommunen Arandas
Referens: INSEE